# Zakład Pascala

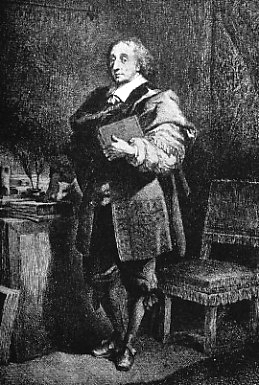
Blaise Pascal (1623–1662)

Zakład Pascala (gra Pascala) – rozumowanie przedstawione w Myślach przez Blaise'a Pascala mające dowodzić, iż warto wierzyć w Boga. Pascal rozpatrzył dwa przypadki dotyczące istnienia Boga:
- Bóg istnieje i nagradza za wiarę życiem wiecznym.
- Bóg nie istnieje i nie istnieje życie wieczne.

Człowiek może wierzyć lub nie wierzyć w istnienie Boga. Jeśli wierzy, to traci życie doczesne (na rzecz modlitw i czynienia dobra) i otrzymuje życie wieczne. Jeśli nie wierzy, to zatrzymuje życie doczesne i traci życie wieczne. Pascal wywnioskował, że wiara bardziej się opłaca, ponieważ ryzykujemy tylko czas życia, który jest zazwyczaj krótki, a nagrodą może być życie wieczne.

## Treść
Tak, ale trzeba się zakładać; to nie jest rzecz dobrowolna, zmuszony jesteś. Cóż wybierzesz? Zastanów się. Skoro trzeba wybierać, zobaczmy, w czym mniej ryzykujesz. Masz dwie rzeczy do stracenia: prawdę i dobro; i dwie do stawienia na kartę: swój rozum i swoją wolę, swoją wiedzę i swoją szczęśliwość, twoja zaś natura ma dwie rzeczy, przed którymi umyka: błąd i niedolę. Skoro trzeba koniecznie wybierać, jeden wybór nie jest z większym uszczerbkiem dla twego rozumu niż drugi. To punkt osądzony. A twoje szczęście? Zważmy zysk i stratę, zakładając się, że Bóg jest. Rozpatrzmy te dwa wypadki: jeśli wygrasz, zyskujesz wszystko, jeśli przegrasz, nie tracisz nic. Zakładaj się tedy, że „jest”, bez wahania.

## Krytyka
Zakład Pascala krytykowano zaraz po jego rozpowszechnieniu. Przede wszystkim Pascal nie był w stanie przytoczyć żadnych argumentów udowadniających istnienie Boga. Polecał jedynie podporządkowanie się religijnej ortodoksji i osobom, które ją głoszą.

### Laplace
Matematyk probabilista Pierre Simon de Laplace ośmieszył stosowanie prawdopodobieństwa w teologii. Nawet idąc za rozumowaniem Pascala, nie warto zawierać zakładu, gdyż nadzieja zysku – równa iloczynowi wartości świadectw (nieskończenie mała) i wartości obiecywanego przez nie szczęścia (która jest znaczna, lecz skończona) – musi być z konieczności nieskończenie mała.

### Błędne założenie
Pascal rozważył tylko dwa przypadki, które uznał za stosowne (Bóg wynagradzający osoby wierzące w jego istnienie lub nieistnienie), a w rzeczywistości istnieje nieskończenie wiele możliwości, np. istnienie Boga wynagradzającego za niewiarę w niego lub, dla przykładu, za jedzenie lodów truskawkowych. Choć takie opcje mogą wydawać się niedorzeczne, to z perspektywy Dawkinsa nie ma podstaw do ich błędności i trzeba je wziąć pod uwagę. Jako że rzeczy, za które bogowie mogą nagradzać życiem wiecznym jest nieskończenie wiele, to cokolwiek by się robiło, można być za to wynagrodzonym. Jeśli rozpatrzyć tylko istnienie boga wynagradzającego ateistów bądź teistów, to tabela opłacalności wiary wygląda tak:
|                      | Bóg wynagradza teistów i karze ateistów | Bóg wynagradza ateistów i karze teistów | Bóg nie istnieje |
| Wiara w istnienie    | Zysk                                    | Strata                                  | Brak skutków     |
| Wiara w nieistnienie | Strata                                  | Zysk                                    | Brak skutków     |

Argumentami za opłacalnością wiary w istnienie Boga/bogów są czasami dawane przez nią większe poczucie bezpieczeństwa, optymizm i większa zdolność organizmu do walki z chorobami. Argumentem przeciw tej opłacalności jest ponoszenie kosztów – poświęcanie czasu i energii na uczestnictwo w obrzędach religijnych oraz wydawanie pieniędzy na organizacje religijne.

### Udawanie wiary
Richard Dawkins w książce Bóg urojony krytykuje zakład z jeszcze jednego powodu: według niego wiara nie jest przedmiotem wyboru. Dawkins stwierdza, że Pascal zachęca do udawania wiary, ponieważ człowiek może jedynie postanowić okazywać zewnętrzne oznaki wiary. Zdaniem Dawkinsa człowiek nie jest w stanie podjąć samodzielnie decyzji o uwierzeniu w Boga.
Poza tym Dawkins krytykuje przekonanie, że Bóg miałby nagradzać lub karać za sam fakt wiary w jego istnienie, uważając to za wiarę w boską małostkowość i za odwracanie uwagi od innych, dużo ważniejszych dla człowieka kwestii mogących stanowić sens i cel życia.